# Aphyosemion tirbaki
Aphyosemion tirbaki är en fiskart som beskrevs av Huber, 1999. Aphyosemion tirbaki ingår i släktet Aphyosemion och familjen Nothobranchiidae. IUCN kategoriserar arten globalt som starkt hotad. Inga underarter finns listade i Catalogue of Life.